# Dinophysis acuta
Dinophysis acuta ist eine Art (Spezies) von Dinoflagellaten, die zur Gattung Dinophysis gehört. Dieser Einzeller ist einer der wenigen ungewöhnlichen photosynthetischen Protisten, die durch Endosymbiose Plastiden von Algen erwerben. Durch die Bildung massiver Blüten, insbesondere im Spätsommer und Frühjahr, verursacht er rote Tiden (englisch red tides). D. acuta produziert giftige Substanzen (Toxine), und die roten Tiden verursachen weit verbreitete Infektionen von Meeresfrüchten, insbesondere von Krabben und Muscheln. Wenn infizierte Tiere dann verzehrt werden, kommt es zu schweren Durchfällen (Diarrhoe); dieses klinische Symptom wird als diarrhöische Schalentiervergiftung bezeichnet (en. diarrhetic shellfish poisoning, DSP).

Okadasäure

Die wichtigsten chemischen Toxine wurden 2006 als Okadasäure und Pectenotoxine identifiziert.
Sie können in ihren Fressfeinden nicht tödliche oder auch tödliche Mengen an Toxinen produzieren, die auch beim Menschen Vergiftungen hervorrufen können.
Dinophysis acuta ist Einzeller des Jahres 2020.

## Beschreibung

### Morphologie
Dinophysis acuta ist ein mariner einzelliger Protist und der größte in der Gattung Dinophysis. Es handelt sich um eine gepanzerte Art mit einer ausgeprägten Körperhülle, die Theca genannt wird. Der Körper ist seitlich zusammengedrückt und die Theca besteht aus einer kleinen, kappenartigen Epitheca und einer viel größeren Hypotheca. Sie hat einen doppelten Kragen (das so genannte Cingulum) um den oberen Teil der Zelle und einen weiteren Flügel (den so genannten Sulcus), der vertikal in der Zelle verläuft. Sie hat eine längliche Form mit einem fast vollständig abgerundeten hinteren Ende, das jedoch an der Spitze leicht spitz ist. Die Größe reicht von 54 bis 94 µm in der Länge und 43 bis 60 µm in der dorso-ventralen Breite, wobei der breiteste Bereich unterhalb der Mitte liegt. Die kleine Epitheca besteht aus vier Platten. Sie ist niedrig, flach oder schwach konvex und in der Seitenansicht nicht sichtbar, was ein gutes Erkennungsmerkmal ist. Der Sulcus besteht aus mehreren unregelmäßig geformten Platten und enthält die Geißelpore. Die Hypotheca besteht aus vier großen Platten, die den größten Teil der Zelle ausmachen. Die vorderen zwei Drittel der Hypotheca haben konvexe Ränder, während das hintere Drittel ein breites asymmetrisches Dreieck mit einem geraden dorsalen Rand und gelegentlich einem leicht konkaven ventralen Rand bildet.

### Fortpflanzung
Die Fortpflanzung erfolgt gewöhnlich durch einfache binäre Spaltung.
Lange Zeit glaubte man, dass die Dinophysis-Arten keinen Sexualzyklus (mit geschlechtlicher Fortpflanzung) hat.
Inzwischen ist jedoch klar, dass sich bei D. acuminata und D. acuta Gametenzellen bilden können.
Dies wurde festgestellt, als sich kleine, kugelförmige Zellen innerhalb größerer Zellen zu bilden schienen.

### Kleptoplastidie
Das Ungewöhnlichste an der Zellstruktur von D. acuta wie auch von D. acuminata sind zahlreiche rötlich-gelbe (phycobilinhaltige) Chloroplasten, die von ihrer Beute, Wimpertierchen der Gattung Mesodinium (M. rubrum, synonym Myrionecta rubra) stammen, die sie ihrerseits von Cryptophyceen erworben hat (Kleptoplastidie).
Photosynthetische Arten der Gattung Dinophysis sind obligate Mixotrophe, die zum Überleben und Wachsen Licht, Nährstoffe und lebende Beute benötigen.
Der bereits früher entdeckte Fressmechanismus von Phalacroma rotundatum und Dinophysis hastata, die sich von dem Wimpertierchen Tiarina fusus ernähren, ist eine Art Phagozytose (Myzozytose), bei der der Inhalt der Beute durch einen Pedunkel (englisch feeding peduncle) in die Zelle des Räuberzelle befördert wird.
Eine ähnliche Struktur wird von D. acuminata und D. acuta benutzt, um sich von M. rubrum zu ernähren.
Anders als früher gedacht, besitzen die photosynthetischen Arten der Gattung Dinophysis aber keine eigenen Chloroplasten. Stattdessen behalten sie die Kleptoplastiden ihrer Wimpertierchens-Beute M. rubrum vorübergehend zurück. Diese Wimpertierchen ernähren sich von Cryptophyceen (insbesondere aus dem Teleaulax/Plagioselmis/Geminigera-Komplex), wobei sie deren Chloroplasten als Kleptoplastiden (und auch Mitochondrien) in sich aufnehmen.
Man geht davon aus, dass unterschiedliche Plastiden bei Dinophysis letztlich von unterschiedlichen Cryptophyceen-Quellen stammen. Feldstudien haben bestätigt, dass Teleaulax-ähnliche Arten wie T. amphioxeia die häufigste Quelle von Plastiden in Dinophysis sind. Es kann aber die Möglichkeit nicht ausgeschlossen werden, dass auch andere Kleptoplastid-tragende Wimpertierchen wie Cyrtostrombidium, Laboea, Strombidium und/oder Tontonia neben Mesodinium als Überträger von Teleaulax-ähnlichen Plastiden auf Dinophysis in Frage kommen. Dafür spricht die Entdeckung von Plastiden aus mehreren Algenquellen in Dinophysis-Arten aus koreanischen Gewässern.

### Toxizität
Die ersten Fälle von diarrhöischen Schalentiervergiftungen (en. diarrhetic shellfish poisoning, DSP) durch D. acuta wurden 1972 in Peru festgestellt, der wissenschaftlichen Gemeinschaft jedoch erst 1991 gemeldet. Es handelt sich um eine sehr milde Form von Vergiftung durch Meeresfrüchte, die sich durch schweren Durchfall bemerkbar macht. Das erste Toxin, das aus dieser Art isoliert wurde, war im Jahr 2003 das Pectenotoxin PTX-11 aus Exemplaren, die an der Westküste der Südinsel Neuseelands gesammelt wurden, und PTX-12 unabhängig davon in Skjer im Sognefjord (auf dem Südarm Nærøyfjord) in Norwegen. Im Jahr 2004 wurde das Vorhandensein von Okadasäureestern gemeldet. 2006 wurden weitere dieser Verbindungen identifiziert und ihre Bedeutung als ursächliche Faktoren von DSP entdeckt.